# Dipartimento di Constitución
Constitución è un dipartimento argentino, situato nel sud della provincia di Santa Fe, con capoluogo Villa Constitución.
Esso confina a nord con i dipartimenti di Caseros, San Lorenzo e Rosario; a est con la provincia di Entre Ríos, a sud con quella di Buenos Aires; a ovest con il dipartimento di General López.
Secondo il censimento del 2001, su un territorio di 3225 km², la popolazione ammontava a 83 045 abitanti, con un aumento demografico del 4,06% rispetto al censimento del 1991.
Il dipartimento è suddiviso in 19 distretti (distritos), con questi municipi (municipios) o comuni (comunas):
- Alcorta
- Bombal
- Cañada Rica
- Cepeda
- Empalme Villa Constitución
- General Gelly
- Godoy
- Juan Bernabé Molina
- Juncal
- La Vanguardia
- Máximo Paz
- Pavón
- Pavón Arriba
- Peyrano
- Rueda
- Santa Teresa
- Sargento Cabral
- Theobald
- Villa Constitución